# 県犬養内麻呂
県犬養 内麻呂（あがたのいぬかい の うちまろ、生没年不詳）は、奈良時代の貴族。氏姓は県犬養宿禰のち県犬養大宿禰、犬部、県犬養宿禰。参議・県犬養石次の子。官位は従五位下・下野介。

## 経歴
天平宝字8年（764年）藤原仲麻呂の乱終結後まもない9月末に、内麻呂を含む一族15名が宿禰姓から大宿禰姓に改姓する（この時の官位は正七位下・内舎人）。同年12月には正七位上から五階昇進して従五位下に叙爵した。天平神護3年（767年）下野介に任ぜられる。
神護景雲3年（769年）称徳天皇を呪詛した疑いで県犬養姉女が県犬養大宿禰から犬部に改姓させられた上で流罪に処されると、内麻呂も連座して同じく改姓させられ官位を剥奪されたとみられる。
光仁朝の宝亀2年（771年）姉女の嫌疑が晴れると、内麻呂と姉女は犬部から県犬養宿禰に改姓する。翌宝亀3年（772年）正月に姉女は復位（従五位下）するが、内麻呂は宝亀5年（774年）になって従五位下への復位を果たしている。

## 官歴
『続日本紀』による。
- 時期不詳：正七位下。内舎人
- 天平宝字8年（764年） 9月23日：宿禰姓から大宿禰姓に改姓。日付不詳：正七位上。12月6日：従五位下（越階）
- 天平神護3年（767年） 3月20日：下野介
- 神護景雲3年（769年）？：県犬養大宿禰から犬部に改姓。官位剥奪
- 宝亀2年（771年） 9月18日：犬部から犬養宿禰に改姓
- 宝亀5年（774年） 9月22日：復本位（従五位下）